# Morihei Ueshiba

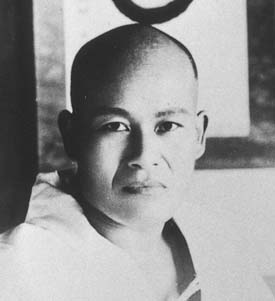
Morihei Ueshiba

Morihei Ueshiba (植芝 盛平 Ueshiba Morihei, n. 14 decembrie 1883, Tanabe, Japonia, d. 26 aprilie 1969, Iwama, Japonia) a fost fondatorul artei marțiale japoneze aikido. Uneori este numit kaiso 開祖 („fondator”) sau Ōsensei 翁先生 („Marele Învățător”) de unii aikidoka.
După moartea acestuia, fiul său Kisshomaru Ueshiba a preluat conducerea destinelor aikido-ului pe plan internațional.

## Biografie
S-a născut la 14 decembrie 1883, fiind singurul băiat din cinci copii. Tatăl său era un fermier bogat și membru al Consiliului orășenesc.
A început studiile primare la școala unui templu budist din orașul natal, unde a învățat despre clasicii chinezi și s-a antrenat în forma de meditație numită „vizualizare budistă” (în care subiectul se gândește la o ființă divină și apoi încearcă să se contopească cu această imagine).
La vârsta de 18 ani deschide un magazin de papetărie la Tokio, cu bani primiți de la tatăl său, dar după doar 9 luni s-a întors în orașul natal după ce se îmbolnăvi de beri-beri. În 1902 s-a căsătorit cu Hatsu Itokawa, o rudă îndepărtată, cu care a avut o fiică și trei fii, din care doar unul a apucat maturitatea.
Când a izbucnit Războiul Ruso-Japonez în 1904, Ueshiba a încercat să se înroleze în armată, dar pentru că nu îndeplinea înălțimea minimă (157 cm) cu un centimetru, a fost respins. Ca să-și lungească trupul, se agăța de copaci cu greutăți legate de picioare, reușind în cele din urmă să fie admis.
În 1912 s-a mutat în prefectura Hokkaidō, unde învață daitō-ryū aiki-jutsu.
În anul 1927 se mută cu familia în Tokio și predă aikido.
În 1960 primește „Medalia de Onoare (panglică purpurie)”.
În 1964 primește Ordinul Soarelui Răsare.
În 1968 primește Ordinul Tezaurului Sacru.
În 1969 pe 26 aprilie moare la vârsta de 86 ani.